# Pont romain de Vila Ruiva
Le pont romain de Vila Ruiva (en portugais : Ponte romana sobre a ribeira de Odivelas ou Ponte de Vila Ruiva) est un ancien pont romain situé dans la freguesia de Vila Ruiva, municipalité de Cuba, district de Beja, au Portugal,.
Il est classé Monument national depuis 1967

## Historique
Cet ancien pont romain, toujours en service, enjambe la rivière Odivelas. Cependant, en raison de sa faible largeur, il ne peut être traversé que dans un seul sens. Il possède 20 arches dont 8 seulement dans le lit de la rivière. Le tablier du pont s'étend sur 116 m protégé par les garde-corps sur 4,90 m de large.
Apparemment, il s'agissait d'une partie de l'ancienne voie romaine qui allait de Faro ( Ossónoba) et Beja (Pax Iulia) à Évora (Ebora Liberalitas Iulia) et Mérida (Augusta Emerita).
Il présente plusieurs phases de construction. La structure originale, composée des trois premiers piliers de granite, daterait d'une période comprise entre le Ier siècle av. J.-C. et le Ier siècle. On peut y voir des reconstructions et des ajouts, datant probablement entres Ve et XIe siècles (période des Wisigoths et Al-andalus), utilisant des matériaux romains antiques ainsi que des matériaux contemporains.
La vue actuelle du pont est incomplète, car en raison de l'envasement, 15 arches des 20 arches de différentes tailles ne sont pas visibles, étant partiellement souterrains. Il y a aussi 16 orifices (Œil-de-pont) dans les piliers servant à évacuer l'eau dans les périodes de crue.

## Galerie

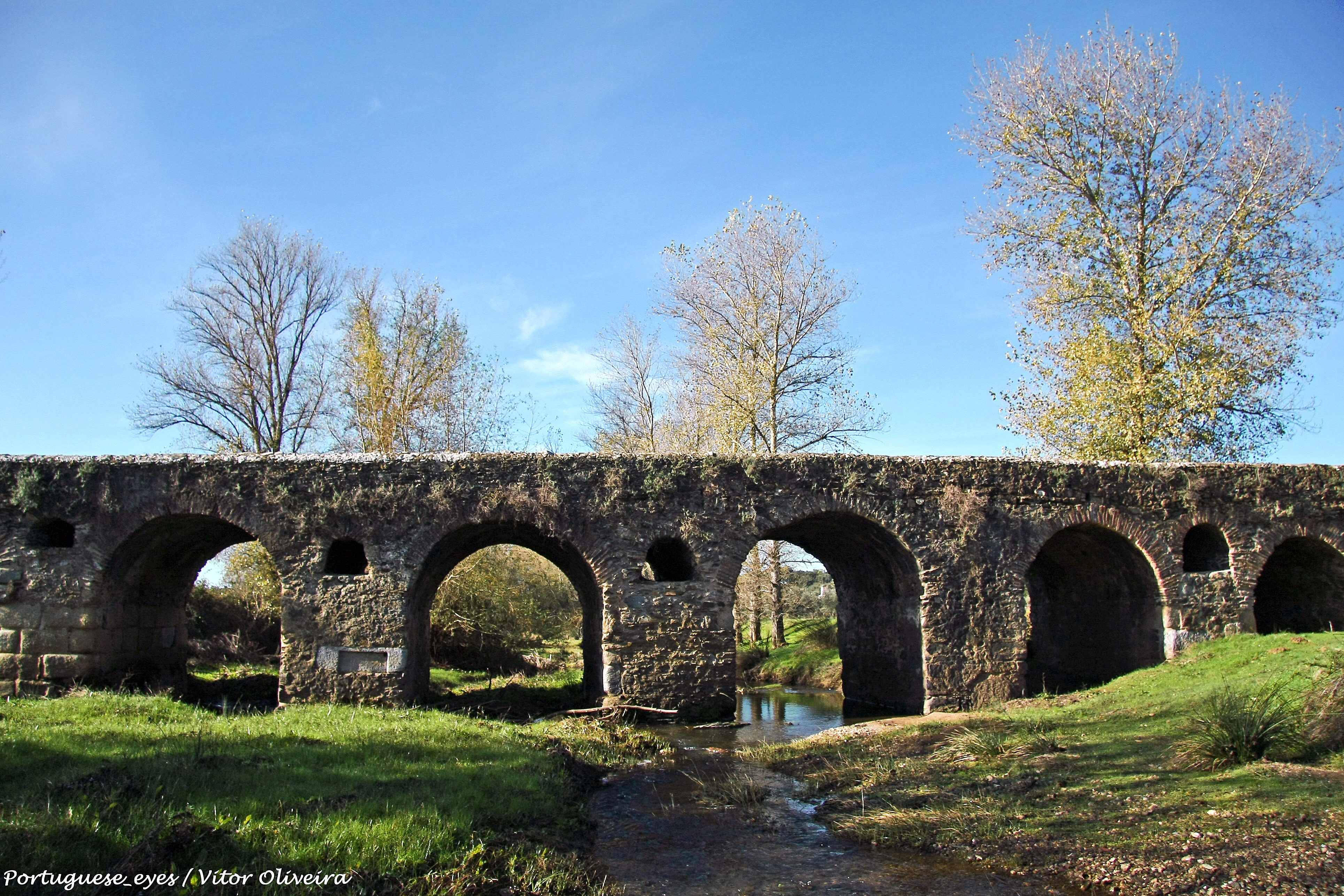
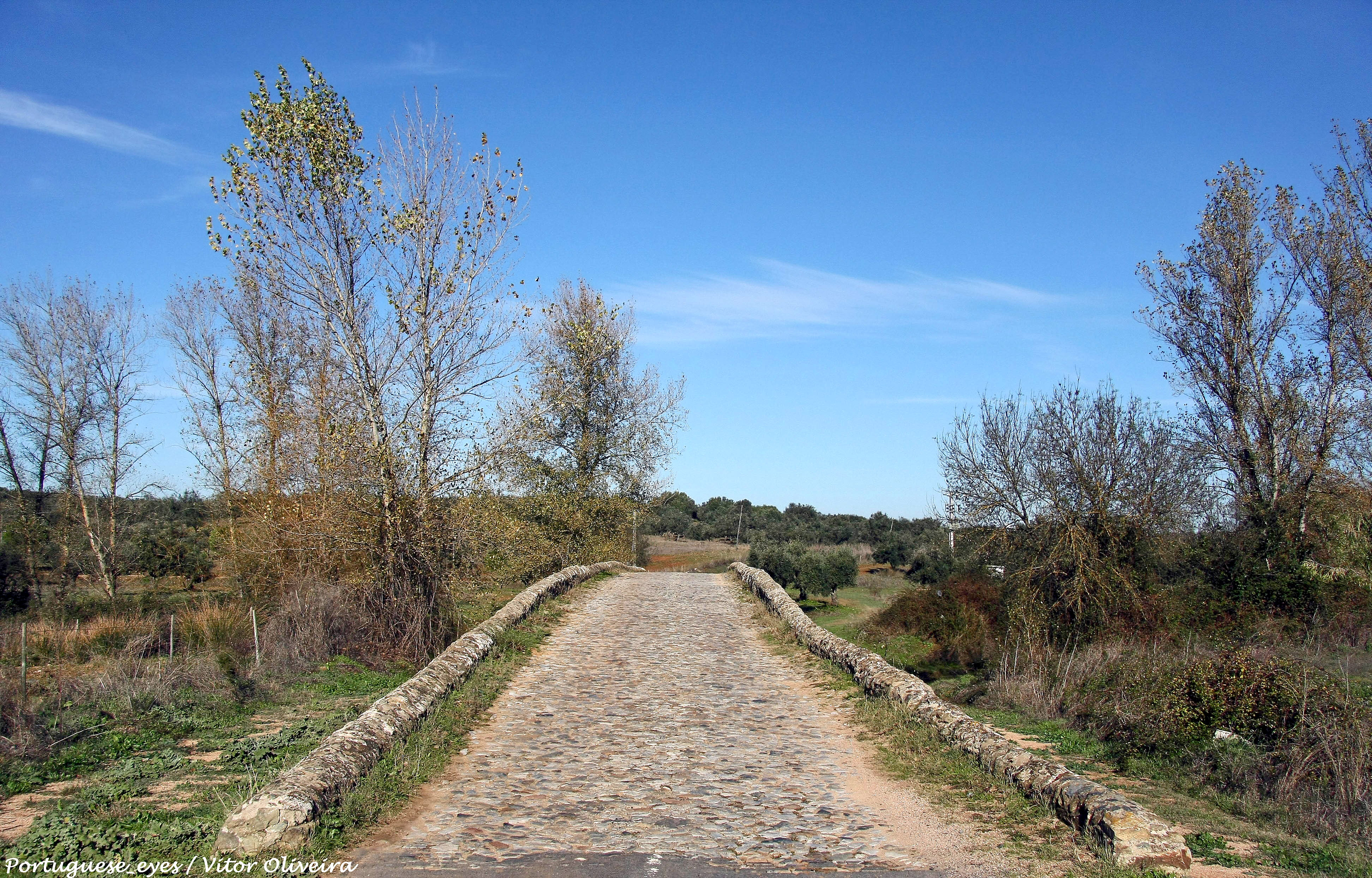